# 拉斐尔·萨法罗夫
拉斐尔·苏列诺维奇·萨法罗夫（俄语：Рафаэль Суренович Сафаров，羅馬化：Rafael' Surenovich Safarov，1947年11月8日—2019年5月26日），苏联足球运动员、教练。